# Miasteczko

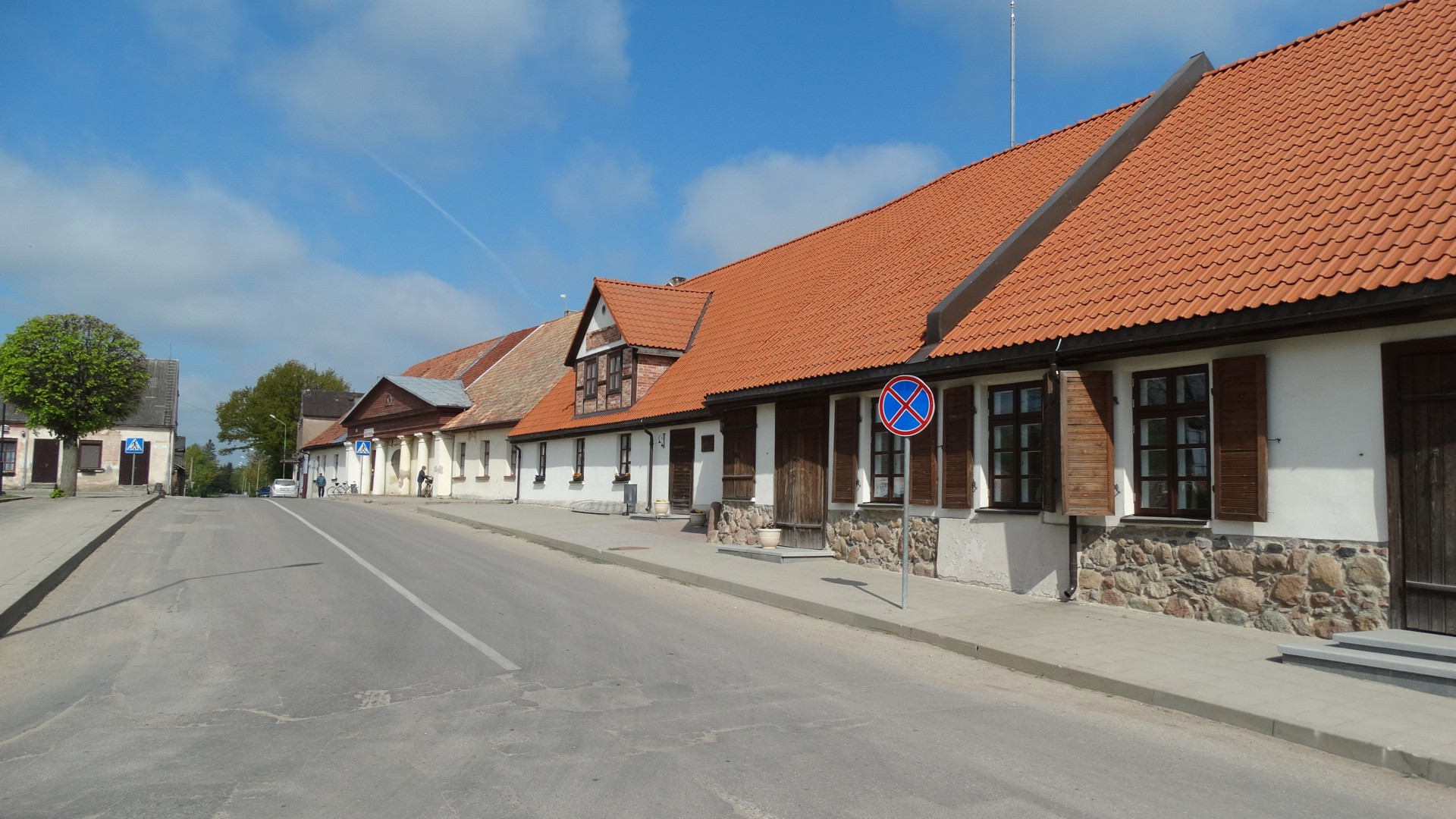
Žeimelis, un ejemplo de miestelis actual en Lituania.

En la antigua República de las Dos Naciones polaco-lituana, se denominaba miasteczko (pronunciación polaca: [mjaˈstɛtʂkɔ]) o miestelis (pronunciación lituana: [mjeːstæːlîːs]), a un tipo de localidad similar a la villa de otros países europeos. Estas localidades se consideraban urbanas y tenían un estatus administrativo especial con derechos de mercado, pero no alcanzaban los requisitos para ser consideradas ciudades. Tras las Particiones de finales del siglo XVIII, estas localidades quedaron repartidas en el siglo XIX entre los imperios alemán, austrohúngaro y ruso, donde tuvieron una evolución diversa. La mayoría de estas localidades destacaron por su población mayoritariamente judía, por lo que frecuentemente el término administrativo miasteczko se confunde erróneamente con el término étnico shtetl; esta circunstancia hizo que las autoridades rusas del siglo XIX dieran el término miasteczko a ciudades importantes que alcanzaban los quince mil habitantes, como Berdýchiv o Bohuslav.
El estatus administrativo especial del miasteczko se basaba en que, pese a ser una localidad urbana y no rural, era una localidad privada que formaba un feudo de un miembro de la szlachta, en muchos casos de un alto magnate que había recibido un privilegio real para establecer en su territorio ferias y mercados, así como negocios de licor. La estrecha relación de los judíos polacos con el comercio favoreció que los nobles locales les ofrecieran asentarse en este tipo de localidades. En las áreas anexionadas por el Imperio ruso se promovió que pasaran a ser localidades de realengo (kazyonny gorod), especialmente como respuesta al Levantamiento de Noviembre (1830-1831), y el término ruso mestechko pasó a tener un uso informal.
En la actual Polonia no existe el estatus administrativo de miasteczko. El término se usa informalmente, tanto para las ciudades pequeñas como para aquellas localidades que antiguamente tuvieron estatus de ciudad pero con el tiempo lo perdieron.

## Uso actual en Lituania y Rusia
En Lituania, el término miestelis ha sobrevivido para hacer referencia a las villas del país. El término contrasta con miestas (que hace referencia a las ciudades lituanas, de mayor rango) y con kaimas (pueblo de gran tamaño que no alcanza el estatus de villa). La diferencia entre kaimas y miestelis no se refiere al tamaño: un kaimas puede ser de mayor tamaño que un miestelis, pero el kaimas se caracteriza porque la mayoría de los habitantes se dedican a la agricultura y el miestelis es un asentamiento donde los habitantes se dedican más a la manufactura, comercio minorista y pequeño sector servicios. En general, cada miestelis tiene una población entre quinientos y tres mil habitantes. En 2021, había 247 miestelis en Lituania. La vecina Rusia conserva también el término mestechko para definir oficialmente a algunas localidades de carácter rural, pero el término carece de un significado oficial válido en todo el país.